# М'ягка Людмила Миколаївна
Людмила Миколаївна М'ягка (нар. 1960) — українська радянська діячка, токар Запорізького моторобудівного заводу виробничого об'єднання «Моторобудівник». Депутат Верховної Ради УРСР 11-го скликання.

## Біографія
Освіта середня. Закінчила Сніжнянське професійно-техгічне училище Донецької області.
З 1978 року — токар механічного цеху Запорізького моторобудівного заводу виробничого об'єднання «Моторобудівник» імені 50-річчя Великої Жовтневої соціалістичної революції.
Потім — на пенсії.

## Нагороди
- ордени
- медалі